# ANNO — AustriaN Newspapers Online
ANNO — AustriaN Newspapers Online — проект Австрийской национальной библиотеки по оцифровке австрийских газет и журналов. В августе 2003 года вышел в онлайн с цифровыми копиями 15 газет. К февралю 2015 число доступных выпусков 636 изданий перевалило за миллион. Доступны как отсканированные изображения, так и распознанный текст. Самые старые выпуски датируются 1568 годом. За немногими исключениями, самые «новые», из-за правовых ограничений, имеют возраст не менее 70 лет.
Цель проекта, в первую очередь, — упрощение и расширение доступа к оцифрованным газетам и журналам. Во вторую — обеспечение лучшей сохранности оригиналов, доступ к которым теперь нужен лишь в редких случаях, а в остальных достаточно цифровых копий. В рамках ANNO оцифровываются не только отдельные особо ценные издания, а весь фонд Австрийской национальной библиотеки.